# Chiromachus ochropus
Genre
Espèce
Synonymes
- Ischnurus ochropus C. L. Koch, 1837

Statut de conservation UICN

 VU D2 : Vulnérable
Chiromachus ochropus, unique représentant du genre Chiromachus, est une espèce de scorpions de la famille des Hormuridae.

## Distribution
Actuellement, cette espèce ne se rencontre plus qu'aux Seychelles sur Praslin et Fregate.
Au dix-neuvième siècle, elle a été observée sur l'île Maurice, l'île Ronde et à Zanzibar ou Madagascar,.

## Publications originales
- C. L. Koch, 1837 : Die Arachniden. Nurnberg, C.H. Zeh’sche Buchhandlung, vol. 4, no 1/5, p. 1-108 (texte intégral).
- Pocock, 1893 : Notes on the classification of Scorpions, followed by some observations upon synonymy, with descriptions of new genera and species. Annals and Magazine of Natural History, sér. 6, vol. 12, p. 303–330 (texte intégral).